# Belo, Medvode
Belo je naselje v Občini Medvode.